# فريدي ويلكوكس
فريدي ويلكوكس (بالإنجليزية: Freddie Wilcox)‏ (26 ديسمبر 1881 في المملكة المتحدة - 1958 ببرمنغهام في المملكة المتحدة) هو لاعب كرة قدم بريطاني (وحمل سابقاً جنسية المملكة المتحدة لبريطانيا العظمى وأيرلندا) في مركز الهجوم. لعب مع برمنغهام سيتي ونادي بريستول روفيرز ونادي ميدلزبره.